# 景嶺書院
景嶺書院（英語：King Ling College）位於香港將軍澳林盛路一號，為景嶺教育文化基金會（King Ling Foundation for Education and Culture）於1994年創辦之政府津貼中學，屬男女校。創辦人為人人書局創辦人、九龍樂善堂1992年度主席余鑑明先生。前身為隸屬中華民國政府僑務委員會及註冊於中華民國教育部的香港調景嶺中學。目的在於為學生提供優質教育，為社會培育人才。校訓為「勤、毅、誠、樸」，培養學生「勤懇、堅毅、誠實、純樸」的美德。景嶺書院現於全港512所中學中排名前100內，屬西貢區校網第一派位組別（「BAND 1」）中學，以英語為主要教學語言。

## 歷史
- 1992年：「景嶺教育文化基金會」成立，基金會獲香港政府於將軍澳撥地建校。學校命名為景嶺書院，取代由港九難胞救援總會主辦、隸屬中華民國政府僑務委員會的香港調景嶺中學。
- 1994年9月1日：景嶺書院創立。由於校舍仍未落成，故借用港澳信義會小學部分教室作辦公及上課之用。
- 1995年8月：校舍落成並正式在此辦公及上課。
- 1995年：設立校務委員會統籌校務工作，下設教務部、訓導部、輔導部、學生事務部及總務部。
- 1996年：增設升學就業輔導部及學校與家庭聯絡部。「景嶺書院家長教師會」成立。
- 1997年：景嶺書院第一屆陸運會九龍斧山道運動場舉行。
- 1997年11月27日：景嶺書院第一屆畢業禮於在學校禮堂舉行。
- 1997年9月23日：學校泳池正式開放。
- 2001年：景嶺書院第一屆水運會假將軍澳泳池舉行。
- 2002年6月26日：與無錫市大橋實驗中學結為姊妹學校。
- 2003年：校舍改善工程動工。「景嶺書院校友會成立」。首次參加香港創意思維比賽，贏得香港地區賽A Scene from Above季軍。
- 2005年：校舍改善工程完工。
- 2006年：景嶺書院派出兩隊各7人參加香港創意思維比賽，兩隊都贏得香港地區賽冠軍，其後前住美國密西根州參加世界賽，分別獲得世界第3及第4名。
- 2008年：許耀賜校長及邱次凱副校長退休。
- 2008年：楊明倫為新任校長，楊博士曾任聖公會李福慶中學副校長。
- 2010年5月24日至6月1日：景嶺書院七名中三學生代表香港參加在美國密歇根州立大學舉行之創意思維活動世界賽。
- 2011年10月22日：景嶺書院邀請聖公會鄧肇堅中學、香港培道中學及荃灣聖芳濟中學協辦第一屆模擬文憑考試，於進行模擬考試，共500多位同學（共19所中學）應考14科。
- 2012年9月：景嶺書院法團校董會正式成立，並籌備選出家長校董及校友校董。
- 2012年12月6日至9日，景嶺書院兩批學生分別前往首爾及湖南交流。
- 2013年3月2日，景嶺校史館開幕，為唯一展出區內文化遺產之學校博物館。開幕禮後，隨即進行年度文藝滙演。
- 2013年3月9日及22日，景嶺書院主辦中華文化常識問答比賽，以弘揚中華文化。進入初賽之12所學校，經一番激戰後，四強以優異成績勝出，進入決賽之學校包括：觀塘瑪利諾書院、仁濟醫院靚次伯紀念中學、將軍澳官立中學及民生書院。
- 2013年3月26日至29日，景嶺書院校長帶同學生會主席莫敬謙同學及副主席劉瑋騏同學拜訪姊妹校無錫市大橋實驗中學及上海市市北中學。
- 2013年4月23日，景嶺書院全體師生參加由語文教育及研究常務委員會主辦的「英語大聯盟2012-13 創造我們的閱讀記錄」活動。當日全體學生抵達香港大球場與全港各區中小學學生同時閱讀莎士比亞文學作品攜手並創香港記錄。
- 2013年5月25日，景嶺書院邀得香港考試及評核局秘書長唐創時博士為第17屆畢業典禮主禮及授憑。
- 2013年10月25日，景嶺書院校友會周年大會，除選出新一屆之校友會幹事外，並選出2000年畢業之陳志山先生為校友校董。
- 2014年2月，景嶺書院出版創校二十周年「景識」特刊。
- 2014年2月11日至14日，聖公會鄧肇堅中學九名師生到校上課交流，分享學與教心得。本校九名師生於18-21日到該校上課交流。
- 2014年2月28日，景嶺書院於校園設93席二十周年校慶盆菜宴，基金會成員、校董會成員、離職老師、校友、職員、本校師生及家長一同分享校慶榮耀。
- 2014年3月7日，景嶺書院年度校慶文藝匯演，招待本校師生、家長及區內小學師生。節目包括紙傘舞、中二大合唱、及歌舞劇「校史館魅影」。黃昏匯演由教育局常任秘書長謝凌潔貞女士及景嶺教育文化基金會主席徐立夫先生主持啟動禮。謝女士於欣賞匯演後，讚揚師生努力，勉勵各人更進一步。
- 2014年3月15日，景嶺書院舉行「閱讀論壇」，邀得語常會成員及理工大學中文及雙語學系陳瑞端教授主持開幕禮，並與參與閱讀論壇之九所中學師生分享閱讀心得。論壇活動包括：個人報告、小組討論及海報設計。同日亦為本校主辦之「聯校小學問答比賽日」，參與之小學生在分組及搶答環節中表現出色。入圍決賽學校包括：基督教宣道會宣基小學、仁愛堂田家炳小學、優才書院及東華三院王余家潔紀念小學，決賽將於3月28日在景嶺書院進行。
- 2014年3月25日，40位泰國中小學教師到訪景嶺書院，並邀請景嶺書院師生到曼谷交流。
- 2014年4月11日，景嶺書院計劃多年之「千日耕耘、萬分收獲」中五文化之旅於是日出發，各班分別前往首爾、吉隆坡、台北、及沙巴。
- 2014年5月24日，景嶺書院邀得香港大學專業進修學院院長李焯芬教授為第18屆畢業典禮主禮及授憑。
- 2014年9月19日，台灣淡江大學校長張家宜教授到訪景嶺書院參觀，並訓勉學生。楊校長其後與大學結盟簽約，為赴該大學的畢業生取得錄取獎學金。
- 2014年10月31日，景嶺書院中六學生是日穿著正式西服參與「笄冠日」，除了一般課堂外，學生參與祈願早會、禮儀練習、面試技巧等活動。
- 2014年11月21日，首爾風城中學李校長、老師、及學生會主席到訪景嶺書院參觀，李校長並訓勉景嶺書院學生。一眾亦參加中三英文短篇小說講座。楊校長其後與該校簽約，每年將派師生互訪交流。
- 2014年12月5日，葵涌蘇浙公學梁校長及英文科老師蒞臨景嶺書院觀課交流。
- 2014年12月10日，與深圳市中英公學結為姊妹學校。
- 2015年1月22日，田家炳基金會主席田慶先先生一行七人到訪景嶺書院，與楊校長、陳寶儀老師、及彭瑋湞老師交流英語教學心得。
- 2015年3月12日，上海市市北中學、無錫市大橋實驗學校、沙巴喇沙中學、首爾風城中學及曼谷 Satitbangna School 共23位學生及8位老師應邀到訪景嶺書院，學生參與中三課堂，與該校學生交流。五校師生亦參與文藝匯演及閱讀論壇，並與香港學生交流學習心得。
- 2015年3月13日，景嶺書院第七屆文藝匯演於禮堂舉行，是屆主題為「中華文化」，並特別奉獻是次活動予2012年畢業生。該校司儀介紹身上的四款漢服後，學生隨即獻上太極拳、集誦、中樂等節目。余國強老師及中樂團亦演出合奏項目，增添熱鬧氣氛。匯演於五所外國學校學生表演、中二詠誦胡適先生之「希望」一詩及大合唱「蘭花草」後完滿結束。
- 2015年3月14日，景嶺書院第二屆閱讀論壇邀得教育局語文學習支援組首席發展主任梁雪梅女士致開幕詞。梁女士鼓勵參與閱讀論壇之三百名本地及海外學生多閱讀各類書籍，多作分享。閱讀論壇包括：中、英文個人報告、分組討論、閱讀報告展覧及英文辯論比賽等。
- 2015年3月26日至29日，景嶺書院之「千日耕耘、萬分收獲」中五文化之旅於是日舉行，一眾前往首爾。除參觀文化景點外，並拜訪五所大學及參訪南北韓非軍事區。
- 2015年4月8至13日，景嶺書院楊校長率八位中三、四學生到沙巴喇沙中學上課。學生除了學習日常課業外，亦多了解當地文化。楊校長亦協助教授英語課，並與所屬校區內八位校長交流行政經驗及教學心得。
- 2015年4月14日，宣基小學十位小六學生到訪景嶺書院，學生參與中一課堂，與該校學生交流。
- 2015年4月14日，教育局副局長楊潤雄太平紳士到訪景嶺書院。副局長除了參觀課堂外，亦與楊校長及學校行政委員會老師交流管理心得。
- 2015年4月15日，教育局負責科技教育學習領域(KLA)之官員到訪景嶺書院。與楊校長及相關科任老師交流課程發展心得。
- 2015年4月23日，教育局資優教育組之官員到訪景嶺書院，與課程發展組老師交流心得。
- 2015年5月7日，景嶺書院李美寶助理校長率八位中三學生到保安縣中英學校上課。學生除了學習日常課業外，亦參與當地文化活動。
- 2015年5月8日，景嶺書院邀得八位年青創業家為中五學生分析學習目標、工作目標、人生目標的關係，讓學生思考未來方向，貢獻社會。
- 2015年5月23日，景嶺書院邀得薩凡納藝術及設計學院 (香港) 協理副校長Mr Michael Shreve 為2015年畢業生致訓辭。副校長勉勵眾人勇敢嘗試，為自己未來作最充足的準備。
- 2015年10月30日，景嶺書院中六學生是日穿著正式西服參與「笄冠日」，除了一般課堂外，是日活動包括笄冠授袍儀式、時間囊封印儀式、衣著禮儀諮詢、模擬大學面試及校友升學分享等。
- 2015年11月4日，香港大學英語教學碩士班26位學生到臨景嶺書院觀課，並與該校學生互動。該校老師亦分享教學心得。陳寶儀老師、馬韻芝老師、及彭瑋湞老師分享學校英語科教學成果。
- 2015年12月16日至20日，景嶺書院楊校長率領四社正副社長共八位學生到曼谷 Satitbangna School中學上課。學生除了學習日常課業外，亦增加對當地文化的了解。
- 2016年3月15日，沙巴喇沙中學、曼谷Satitbangna School師生再次應邀到訪景嶺書院，學生參與中三課堂，與該校學生交流。兩校師生亦參與文藝匯演及閱讀論壇，並與香港學生交流學習心得。
- 2016年3月16日，景嶺書院第八屆文藝匯演於禮堂舉行，招待本校師生、家長及舊生。節目包括弦樂表演、中二大合唱、及歌舞劇《Grease》。黃昏匯演更邀得兩所外國學校，沙巴喇沙中學及曼谷Satitbangna School學生表演，大合唱《When you tell me that you love me》後完滿結束。
- 2016年3月17日至21日，景嶺書院之「千日耕耘、萬分收獲」中五文化之旅於是日舉行，各班分別前往泰國(清邁)、馬來西亞(檳城、怡保及吉隆坡)、台灣(高雄及墾丁)、中國華東地區(上海、杭州及蘇州)、柬埔寨(金邊及暹粒)，並分別拜訪當地教育機構及兒童之家。
- 2016年3月17日，景嶺書院第三屆閱讀論壇邀得Dr. Nadrudee Chitrangsan與22間本地及海外學校學生參與閱讀活動，交流分享。閱讀論壇包括：中、英文個人報告、分組討論、閱讀報告展覧及普通話辯論比賽等。
- 2016年4月2至3日，中二及中三級7位學生於香港創意思維競賽2016勇奪第二組別經典題《伊索瘋》冠軍，並於月23 - 30日與兩位老師前往美國艾奧瓦州代表香港參與創意思維競賽世界賽。學生親身體驗當地文化及進行文化交流活動，增廣見聞。
- 2016年4月14日，宣基小學共十一位小六學生到訪景嶺書院，學生參與中一課堂，與景嶺書院學生交流。
- 2016年4月22日，景嶺書院邀得十一位從事不同行業的專業人仕為中四及中五學生分享其成長經歷、工作經驗，以及生涯規劃的重要性等，讓學生思考未來方向。
- 2016年5月21日，景嶺書院邀得教育局副秘書長陳嘉琪博士為2016年畢業生致訓辭。陳嘉琪博士勉勵眾人堅持理想，為未來作最充足的規劃。
- 2016年9月1日，景嶺書院正在更換禮堂設備，另覓地點舉行開學禮。早上黃雨訊號過後，衆師先齊集早會廣場，領袖生及校長互勉同學，希望各人百尺竿頭。
- 2016年11月下旬，景嶺書院老師率領約三十位領袖生出訪姊妹校無錫大橋中學，及青島、曲阜等城市。學生除了學習日常課業外，亦增加對當地文化的了解。
- 2017年3月14日，北京路河中學、沙巴喇沙中學、曼谷Satitbangna School師生再次應邀到訪景嶺書院，學生參與中三課堂，與該校學生交流。兩校師生亦參與文藝匯演及閱讀論壇，並與香港學生交流學習心得。
- 2017年3月15日，景嶺書院第九屆文藝匯演於禮堂舉行，招待本校師生、家長、及舊生。節目包括弦樂表演、中二大合唱、及歌舞劇《Mary Poppins》。大合唱《隱形的翅膀》後完滿結束。
- 2017年3月16日，景嶺書院第四屆閱讀論壇邀得中文大學麥陳淑賢教授主禮，並與24間本地及海外學校學生參與閱讀活動，交流分享。閱讀論壇包括：中、英文個人報告、分組討論、閱讀報告展覧及普通話辯論比賽等。
- 2017年3月中旬，教育局向景嶺書院作「校外評核」，除了翻閱各類文件外，亦觀課及與師生、家長、校董面談，以全面了解學校發展進度。
- 2017年3月31日至4月4日，景嶺書院之「千日耕耘、萬分收獲」中五文化之旅於是日舉行，各班分別前往泰國(曼谷)、吉隆坡及新加坡、斯里蘭卡、柬埔寨(金邊及暹粒)、越南 (峴港、會安、順化)，並分別拜訪當地教育機構及兒童之家。
- 2017年5月13日，景嶺書院邀得香港理工大學校長唐偉章教授為2017年畢業生致訓辭。唐教授勉勵眾人堅持理想，為未來作最充足的規劃。
- 2017年6月下旬，景嶺書院卓副校長及彭助理校長率二十位學生領袖到北京潞河中學交流上課。學生除了學習日常課業外，亦多了解當地文化。卓副校長及彭助理校長並為與潞河中學締結姊妹校事宜作最後準備。
- 2017年10月27日，景嶺書院中六學生是日穿著正式西服參與「笄冠日」，除了一般課堂外，是日活動包括笄冠授袍儀式、時間囊封印儀式、衣著禮儀諮詢、模擬大學面試及校友升學分享等。
- 2017年10月26至29日，景嶺書院楊校長與卓副校長率十位學生領袖到北京潞河中學參加150周年校慶活動。
- 2017年10月27日，與北京市潞河中學結為姊妹學校。正式開展兩校合作、交流、師訓等活動。
- 2017年11月2日，將軍澳天主教小學共八十位小六學生到訪景嶺書院，學生參與中一課堂，與景嶺書院學生交流。
- 2018年3月3日，中一及中二級七位學生於香港創意思維競賽2018勇奪第二組別《A Stellar Hangout》冠軍，並於5月21- 28日與老師前往美國愛荷華州代表香港參與創意思維競賽世界賽。學生親身體驗當地文化及進行文化交流活動，增廣見聞。
- 2018年3月14日，北京路河中學Luhe High School、沙巴喇沙中學La Salle Secondary School、韓國Youngil High School及日本富山大學輔屬高校Toyama Univeristy of International Studies High School 共50多位師生應邀到訪景嶺書院，學生參與中三及中四課堂，與該校學生交流。海外師生亦參與文藝匯演及閱讀論壇，並與香港學生交流學習心得。
- 2018年3月15日，景嶺書院第十屆文藝匯演於禮堂舉行，招待海外師生、友校師生、本校師生、家長、及舊生。節目包括弦樂表演、中二大合唱、及歌舞劇《The Sound of Music》。大合唱《Fantasy》後完滿結束。
- 2018年3月16日，景嶺書院第五屆閱讀論壇邀得田家炳基金會主席田慶先先生主禮，並與31間本地及海外學校學生參與閱讀活動，交流分享。閱讀論壇包括：中、英文個人報告、分組討論、閱讀報告展覧及普通話辯論比賽等。
- 2018年3月22日至27日，景嶺書院之「千日耕耘、萬分收獲」中五文化之旅於是日舉行，各班分別前往上海及日本，並分別拜訪當地教育機構及參與社區服務。學生親身體驗當地文化及進行文化及學術交流。
- 2018年3月25日至3月30日，景嶺書院中三至中四級共30位學生領袖，包括學生會、領袖生、輔導領袖生及四社社幹事，聯同3位老師前往昆明及麗江進行領袖訓練。活動除了一般訓練活動外，師生亦探訪了雲南大學，了解當地大專生活，並探訪了束河完全小學，景嶺書院學生領袖化身小老師，為到訪小學的小二及小三學生進行教授工作(包括歷史課、英文課、體育課及手工藝課)，並從統籌工作中提昇領袖才能。
- 2018年4月3日至4日，景嶺書院28位分別來自學生會及CLT (EO & SLP TEAM)的學生及7位老師，聯同沙田崇真中學、妙法寺劉金龍中學及何明華會督銀禧中學共109位師生，籌辦及參加了2日1夜訓練營。是次活動由四校之學生會幹事作統籌，並由各校中三或中四學生出任組長，帶領近百名學生進行領袖訓練活動。是次活動讓不同級別的參加者獲得珍貴的領袖特質學習機會，同時亦可與友校學生領袖進行交流及合作，讓參加者可以將活動所學，應用於校內活動統籌之上。
- 2018年5月8日至10日，景嶺書院與中華基督教會蒙民偉書院合辦本地學生交流活動，蒙民偉書院有八名中三級學生到景嶺書院上課交流，進行課堂及分享。同時景嶺書院派出八名中三級學生領袖（包括領袖生及四社社長）於同時段到蒙民偉書院上課交流。
- 2018年5月26日，景嶺書院邀得香港浸會大學校長錢大康教授為2018年畢業生致訓辭。
- 2018年7月10日，台北市立天母國民中學合唱團到訪景嶺書院，參與試後活動並在禮堂作合唱表演，午膳時與景嶺書院輔導領袖生交流。
- 2018年9月10日，新加玻教育部門共9位教職員到訪景嶺書院，參與課堂並與景嶺書院學生交流。
- 2018年10月26日，景嶺書院中六學生是日穿著正式西服參與「笄冠日」，除了一般課堂外，是日活動包括笄冠授袍儀式、時間囊封印儀式、衣著禮儀諮詢、模擬大學面試及校友升學分享等。
- 2018年11月14-16日，北京路河中學Luhe High School共5位師生應邀到訪景嶺書院，師生參與中二及中三課堂，與本校學生交流。
- 2018年12月14日，與日本Toyama University of International Studies High School結為姊妹學校。
- 2018年12月20日，景嶺書院與理文足球會合辦足球表演賽，同時現職足球員與景嶺書院甲、乙和丙組同學作足球技術交流。
- 2019年1月14日，景嶺書院與蘇淅公學舉行中文科交流會，雙方中文科老師互相交流教學心得。
- 2019年1月16日，景嶺書院中六學生參與「中六勁過飯」，與景嶺書院師生共享午膳，並預祝中六同學DSE取得優秀成績。
- 2019年2月27日， 舉行了第六屆閱讀論壇，共有260多名來至22所本地中學 及七所海外中學的師生參與此活動。本校更有幸邀請海外四所姊妹學校的校長為閱讀論壇揭開序幕，他們分享了個人讀書心得及喜好。閱讀論壇包括：中、英文個人報告、分組討論、閱讀報告展覧及普通話辯論比賽等。
- 2019年3月1日，與馬來西亞La Salle Secondary School，泰國Satit Bangna School及韓國Youngil High School結為姊妹學校。
- 2019年3月1日，25週年校慶文藝匯演於晚上順利進行，當晚邀請了教育局局長楊潤雄先生為主禮嘉賓。我們更邀請到來自韓國、日本、馬來西亞、新加坡、中國及泰國的師生支持。今年的節目包括中樂、弦樂、學生樂隊、老師樂隊、中二大合唱《Let the river run》及音樂劇《FAME》表演。尾聲時更邀請海外學生與本校學生一同跳舞氣氛熱烈。
- 2019年4月2日至6日，景嶺書院之「千日耕耘、萬分收獲」中五文化之旅於是日舉行，各班分別前往越南芽莊及胡志明市，日本名古屋，印尼巴厘島，斯里蘭卡，吉隆玻及沙巴，並分別拜訪當地教育機構及參與社區服務。學生親身體驗當地文化及進行文化及學術交流。
- 2019年5月25日，景嶺書院邀得香港教育大學校長張仁良教授致訓辭為第23屆畢業典禮主禮及授憑。
- 2019年9月2日，新學年開始；學校安排一位學生代表上台表達她對社會問題的關注，並得到在座學生有序回應。
- 2019年11月13日，由於交通問題，學校宣布停課。教育局其後亦宣布停課四天。
- 2020年5月，由於冠狀病毒情況不明朗，畢業典禮延至下學年舉行。
- 2020年6月22日及26日，教育局對學校在學與教，關愛輔導的措施進行重點視學。口頭和書面報告都對學校，安排及成效有極高的評價。
- 2020年10月28日英文科以視訊形式與姐妹校上課，由本校主持。第二課及第三課分別於11月11日及2021年5月28日舉行。共三所學校參加，氣氛良好，交流有序。
- 2020年11月6日，學校舉行新一屆家長校董選舉，徐佩儀女士及馮小鳳女士當選，兩位為現任家教會正、副主席。學校亦同時安排初中家長及老師交流會。
- 2020年11月6日，校友會舉行第18屆周年大會及新一屆幹事選舉，2018年畢業之盧嘉怡校友當選為主席。學校亦安排2020年畢業生穿上畢業禮袍，在校園留倩影。
- 2021年1月，學校安排各級上、下午分批陸續回校參加本學年第一次考試。
- 2021年5月20日應屆畢業生送贈母校茶花樹，畢業生代表及校長聯合栽種。
- 2021年5月22日，景嶺書院邀得嶺南大學校長鄭國漢教授為第24及25屆畢業典禮主禮及授憑。
- 2021年7月14日，約200校友回校參加校友日活動，並開啟2016年畢業生鎖上之時間囊，場面熱鬧感人。
- 2021年10月29日景嶺書院中六學生是日穿著正式西服參與「笄冠日」，除了一般課堂外，是日活動包括笄冠授袍儀式、時間囊封印儀式、衣著禮儀諮詢、模擬大學面試及校友升學分享等。
- 2021年10月29日學校舉行初中家長及老師交流會。
- 2021年10月29日校友會協助選出新一屆校友校董。同日，校友會舉行第19屆周年大會及新一屆幹事選舉，2016年畢業之呂東明校友當選為主席。
- 2021年12月5日學校安排兩場中一入學簡介及自行收生答問會。同日亦安排中西樂團大合奏及家教會聖誕義賣活動。
- 2021年12月15日英文科以視訊形式與姐妹校上課，由本校主持。共7所學校報名參加，人數達250人。課堂學習氣氛良好，交流有序。教育局官員亦到校觀摩，課後與校長交流，讚許活動意義非凡。
- 2021年12月17日學生會Estrela安排兩場聖誕聯歡演出，由師生輪流表演歌舞。更有身處海外前教員遙遠送上祝福，演出精彩萬分，受到外界一致好評。
- 2022年5月21日，景嶺書院邀得香港浸會大學校長衛炳江教授為2022年畢業生致訓辭。
- 2022年6月17日，景嶺書院與賽馬會體藝中學舉行英文科交流會，雙方英文科老師互相交流教學心得。
- 2023年3月31日至4月4日，景嶺書院復辦疫情後首屆中五文化之旅，到訪星韓台三地，探訪姊妹學校，互相交流心得。

## 文藝匯演 School Gala
- 2009年：英文音樂劇《Mulan》及學生合唱《踏雪尋梅》
- 2010年：英文音樂劇《Peter Pan》及中一中二級大合唱《西風的話》、《You Raise Me Up》及《O Shenandoah》
- 2011年：英文音樂劇《Mama Mia》及師生大合唱《單車》
- 2012年：英文音樂劇《Cinderella》及中二級大合唱《世界上唯一的花》
- 2013年：英文音樂劇《Joseph & Amazing Technicolor Dream – coat》及中二級大合唱《春天的芭蕾》
- 2014年：英文音樂劇《Phantom of the History Gallery》及中二級大合唱《Perhaps Love》
- 2015年：話劇《嘿！你見過風嗎？》及中二級大合唱《蘭花草》
- 2016年：英文音樂劇《Grease》及中二級大合唱《When You Tell Me That You Love Me》
- 2017年：英文音樂劇《Mary Poppins》及中二級大合唱《隱形的翅膀》
- 2018年：英文音樂劇《The Sound Of Music》及中二大合唱 《Fantasy》
- 2019年：英文音樂劇 《Fame》及中二級大合唱《Let The River Run》
- 2020年：由於冠狀病毒情況嚴重，暫停一屆文藝匯演。
- 2021年：話劇《一條線》及中三級大合唱《A Million Dreams》（網上廣播）
- 2022年：英文音樂劇《My Fair Lady： More locals streets》及聯同中二級歌舞表演《Dynamite》
- 2023年：英文音樂劇《Hairspray》，表演曲目為〈Good Morning Baltimore〉、〈Mama I am big girl now〉、〈Timeless to me〉、〈Cooties〉、〈You can’t stop the beat〉

## 校園
學校設施
學校設有多個特別設施，包括：電腦輔助教室、多媒體學習室、語言及數學教室、語言實驗室、禮堂輔導室、學生活動室、升學及就業輔導室、電腦自學中心、多用途室、學生會室、家長教師會室、校友會室。此外，全部課室及特別室均安裝冷氣及液晶體投影機。
體育設施
室內暖水游泳池、二個籃球場、一個手球場、五個羽毛球場、一個足球場。
課外活動
40多個學會及興趣小組，分學術、體育、興趣、音樂及服務五大類別，其中以藝舞薈萃、香港海事青年團、中西樂團、體育活動及社會服務最具特色。

## 開設科目

### 中一級（2022年開始）
- 以英文授課的科目： 英文、數學、科學、西史、地理、科技與生活、視覺藝術、公民、經濟與社會、音樂及體育、資訊及通訊科技
- 以中文授課的科目： 中文、中史、普通話（在中文課中)

### 中二級
- 以英文授課的科目： 英文、數學、科學、西史、地理、科技與生活、視覺藝術、音樂及體育、資訊及通訊科技
- 以中文授課的科目： 中文、中史、普通話（在中文課中)

### 中三級
- 以英文授課的科目： 英文、數學、生物、化學、物理、西史、地理、資訊及通訊科技、體育 (選修：科技與生活、視覺藝術、音樂)
- 以中文授課的科目： 中文、中史、普通話（在中文課中)

### 中四至中六級（新高中課程）
新制334新高中課程學校共開設了11科供學生選修：
- 物理
- 化學
- 生物
- 中國文學
- 中國歷史
- 歷史
- 經濟
- 地理
- 企業、會計與財務概論
- 資訊及通訊科技
- 數學延伸單元一、二

## 學校主題
- 2010–2013 促進學術發展 栽培學生領袖
- 2013–2016 From me to we
- 2016–2019 Run Faster, Fly Higher
- 2019–2022 一分耕耘一分收穫（Sow the seeds for success）
- 2023–2025 Together We Stand

## 校友
- 文於天：香港作家、詩人

## 外部連結
- 景嶺書院 學校網頁 （页面存档备份，存于）
- 香港中學概覽
- 景嶺書院校友會 （页面存档备份，存于）